# 발록 (스트리트 파이터)
발록(Balrog)은 캡콤의 격투 게임 《스트리트 파이터》 시리즈에 등장하는 인물이다. 1991년 《스트리트 파이터 II: 더 월드 워리어》에서 샤돌루 총수 베가의 부하로 첫등장했다. 해외판의 명칭은 베가(Vega)이다.
스페인의 투우와 일본의 인술을 조합한 고유의 격투 스타일을 구사하며, 양손에 갈퀴를 장착하고 싸움에 임하는 것이 특징이다.

## 같이 보기
- 팡토마